# Hubert Lawrence Anthony
Hubert Lawrence "Larry" Anthony (12 de março de 1897 – 12 de julho de 1957) foi um político australiano. Ele foi membro do Partido Nacional da Austrália e ocupou um cargo ministerial nos governos de Arthur Fadden e Robert Menzies, servindo como Ministro dos Transportes (1941), Postmaster-General (1949–1956) e Ministro da Aviação Civil (1951–1954). Soldado e plantador de bananas antes de entrar na política, ele representou a cadeira de Richmond em Nova Gales do Sul, de 1937 a 1957.